# Т-40 (трактор)
Т-40 (разг. — сороковка, сорокан) — марка колёсного трактора, выпускавшегося Липецким тракторным заводом с 1961 по 1995 год.
Трактор предназначен для пахоты лёгких почв в садах и теплицах, обработки пропашных культур, для работы с косилкой, стогометателем, снеговым отвалом, а также для транспортных работ. Трактор имеет полурамную компоновку с несущей коробкой передач и задним мостом. Двигатель установлен на полураме, жёстко соединённой с картером коробки передач. Трактор выпускался в полноприводной (Т-40А) и заднеприводной модификациях. Задние ведущие колёса имеют увеличенный диаметр и жёсткую подвеску, передние направляющие колёса уменьшенного диаметра, протектор имеет характерные узнаваемые грунтозацепы «ёлочкой», заметно повышающие и так довольно высокую проходимость. Трактор имеет регулируемую колею и регулируемый дорожный просвет всех колёс, могут устанавливаться сменные задние колёса уменьшенной ширины. Для работы на крутых склонах колея может быть увеличена за счёт установки задних колёс «наизнанку», дисковая плоскость у колёс несимметрична. С некоторыми усовершенствованиями трактор способен нести удвоенные колёса.

## Конструктивные особенности
На тракторах устанавливались четырёхцилиндровые четырёхтактные дизельные двигатели воздушного охлаждения Д-37, или Д-144, производства Владимирского тракторного завода. Мощность Д-37 составляла 37 л.с., Д-144 – 50 л.с. Пуск двигателя осуществлялся посредством пускового бензинового двигателя ПДВ (малое число моделей) или электростартера. Позднее появился двигатель Д-37М, отличающийся неразделенной камерой сгорания, обеспечивающей меньшее потребление топлива.  Запуск двигателя производится электростартёром или (на части тракторов) пусковым бензиновым двигателем ПД8.
Трансмиссия механическая, полностью реверсивная, позволяющая использовать весь диапазон скоростей как на переднем, так и на заднем ходу, также с навесными орудиями (у других типов колёсных тракторов задний ход предназначен только для маневрирования). Интересной особенностью трактора является размещение конического редуктора сразу за муфтой сцепления и, соответственно, поперечное расположение валов КПП. Предусмотрена установка механического или гидрообъёмного ходоуменьшителя для работы на низких (менее 2 км/ч) скоростях. Трактор имеет два многорежимных независимо управляемых вала отбора мощности — задний и боковой, что также расширяет функциональные возможности трактора.
Также особенностью трактора Т-40 является его агрегатная совместимость с навесными и прицепными машинами, разработанными для тракторов смежных классов — более лёгких Т-25 и более тяжёлых семейства «Беларусь». Эти обстоятельства, а также удачное сочетание эксплуатационных качеств обеспечило трактору широкое признание на всей территории СССР.
К недостаткам трактора Т-40 следует отнести напряжённый тепловой режим двигателя воздушного охлаждения в летнее время и недогрев двигателя зимой, неэффективное отопление кабины (опять-таки по причине воздушного охлаждения), затруднённый запуск двигателя в зимнее время. 

## Модификации
Модификации трактора Т-40
Тракторы с двигателями Д-37 и Д-144 (в некоторых источниках Д-37Е) внешне отличаются формой капота: в первом случае — скруглённый, во втором — «прямоугольный».

### Тракторы с двигателем Д-37
- Т-40 — базовая модель — задний привод, двигатель Д-37
- Т-40А — полноприводная модель
- Т-40АН — полноприводная модель с уменьшенной высотой и дорожным просветом для работы на склонах
- Т-50А — промышленная модификация для работы с одноковшовым погрузчиком

### Тракторы с двигателем Д-144 (50 л. с.)
- Т-40М — задний привод
- Т-40АМ — полноприводная модель
- Т-40АНМ — полноприводная модель, уменьшенный дорожный просвет для работ на склонах
- Т-40АП — полноприводная модель, предназначенная для работы с коммунальным оборудованием

## Современное состояние
Высокий запас прочности узлов трансмиссии и ходовой части обеспечили трактору высокую долговечность — большая часть тракторов, выпущенных в 1970-х — 1980-х годах до сих пор находится в эксплуатации, как у предприятий, так и в личных подсобных хозяйствах. Продолжающийся выпуск запасных частей позволяет поддерживать эти тракторы в хорошем техническом состоянии.